# Meschwitz

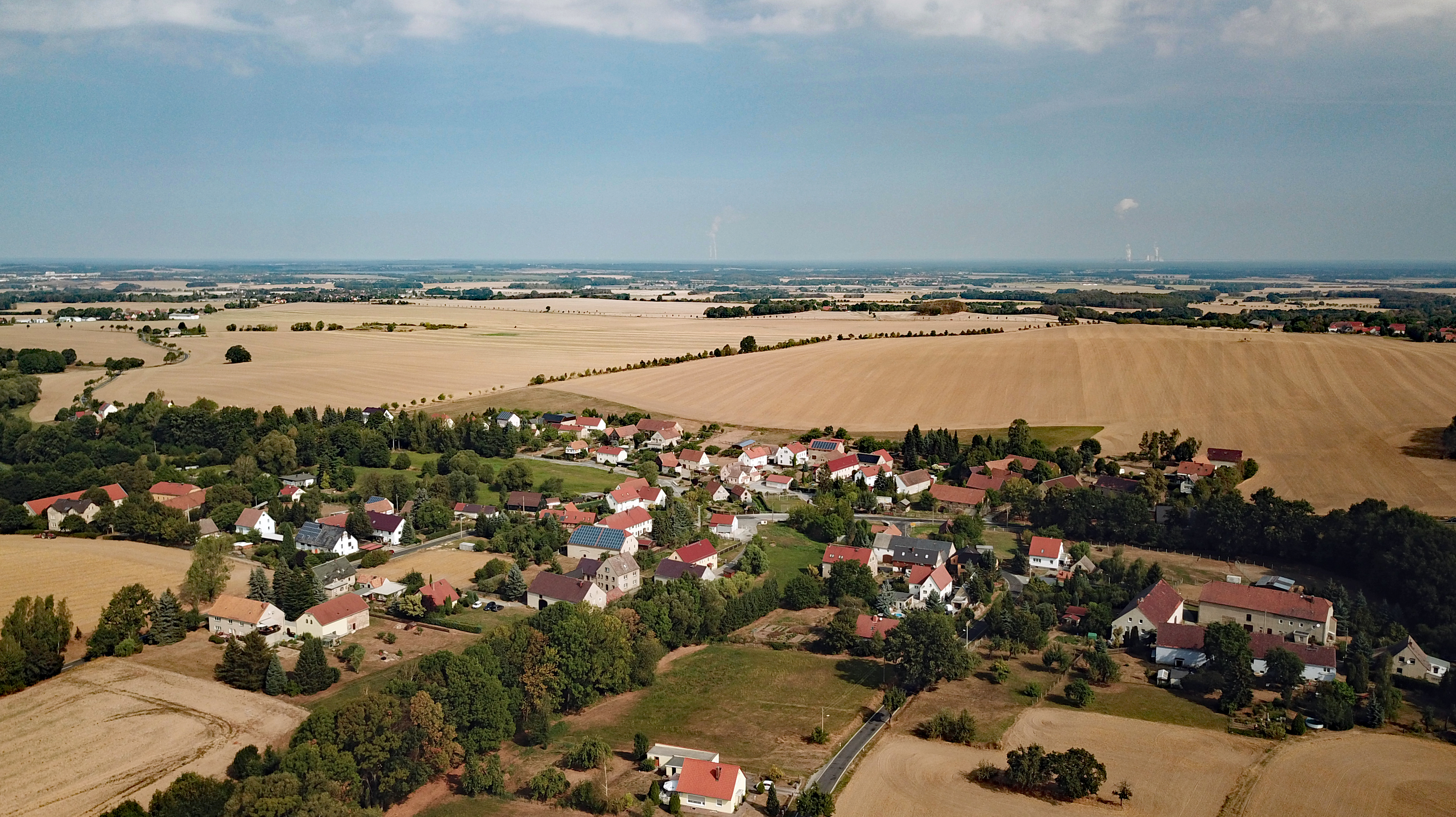
Luftbild

Meschwitz, sorbisch Mješicyⓘ, ist ein Dorf im Osten des sächsischen Landkreises Bautzen, das zur Gemeinde Hochkirch gehört. Es zählt zum offiziellen sorbischen Siedlungsgebiet in der Oberlausitz.

## Geografie
Nach der Siedlungsanlage ist Meschwitz ein Platzdorf.

## Geschichte
Um 1315 wird der Ort Meshewicz erwähnt, später dann Messicz (um 1400), Messchwicz (1467) und schließlich im 18. Jahrhundert Meschwitz. In Meschwitz gab es eine Wasserburg aus dem 13. Jahrhundert. Deren Fundamente, eine Ringmauer und Reste des Herrenhauses aus der 1. Hälfte des 17. Jahrhunderts sind beim Haus Nummer 46 erhalten und stehen unter Denkmalschutz. Der letzte Bewohner des Herrenhauses war Gregor Mättig, der es im Dreißigjährigen Krieg kaufte und als Sommersitz nutzte. Nach Mättigs Tod 1650 wurde das Rittergut aufgelöst.

## Bevölkerung

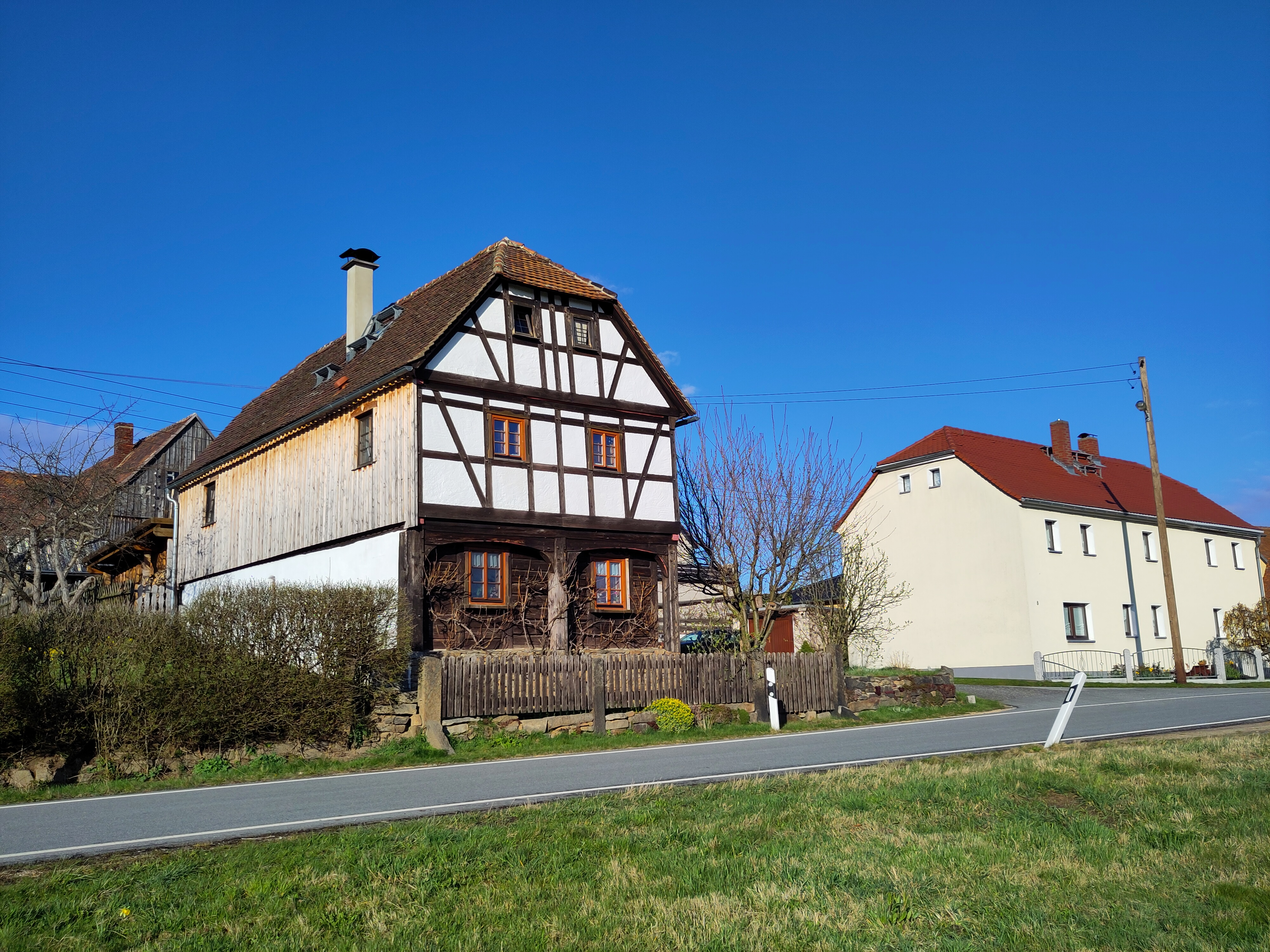
Denkmalgeschütztes Umgebindehaus in Meschwitz

Bis in die 1920er Jahre sind für Meschwitz relativ konstant um die 250 Einwohner verzeichnet. In den Jahren 1884/1885 zählte Arnošt Muka in Meschwitz 267 Einwohner, von denen 250 Sorben waren. Durch die Eingemeindung von Wuischke im Jahr 1936 und die Aufnahme von Flüchtlingen und Vertriebenen nach dem Zweiten Weltkrieg stieg die Einwohnerzahl zeitweise auf 553 an, nimmt seitdem aber wieder ab. Durch die Bevölkerungsbewegungen nach dem Zweiten Weltkrieg war das noch immer mehrheitlich sorbische Meschwitz zusammen mit seinen Nachbarorten Wuischke und Rachlau zu einer Sprachinsel am Czorneboh geworden, da die Orte der Umgebung bereits mehrheitlich deutsch geworden waren. In Meschwitz ermittelte Ernst Tschernik 1956 einen sorbischsprachigen Bevölkerungsanteil von 56 Prozent. Seither ist der Gebrauch des Sorbischen auch hier deutlich zurückgegangen.
In den 1990er Jahren waren durchschnittlich 210, Ende der 2000er Jahre noch knapp 180 Einwohner verzeichnet.
Der größte Teil der gläubigen Bevölkerung ist evangelisch-lutherisch. Der Ort ist nach Hochkirch gepfarrt.

## Persönlichkeiten

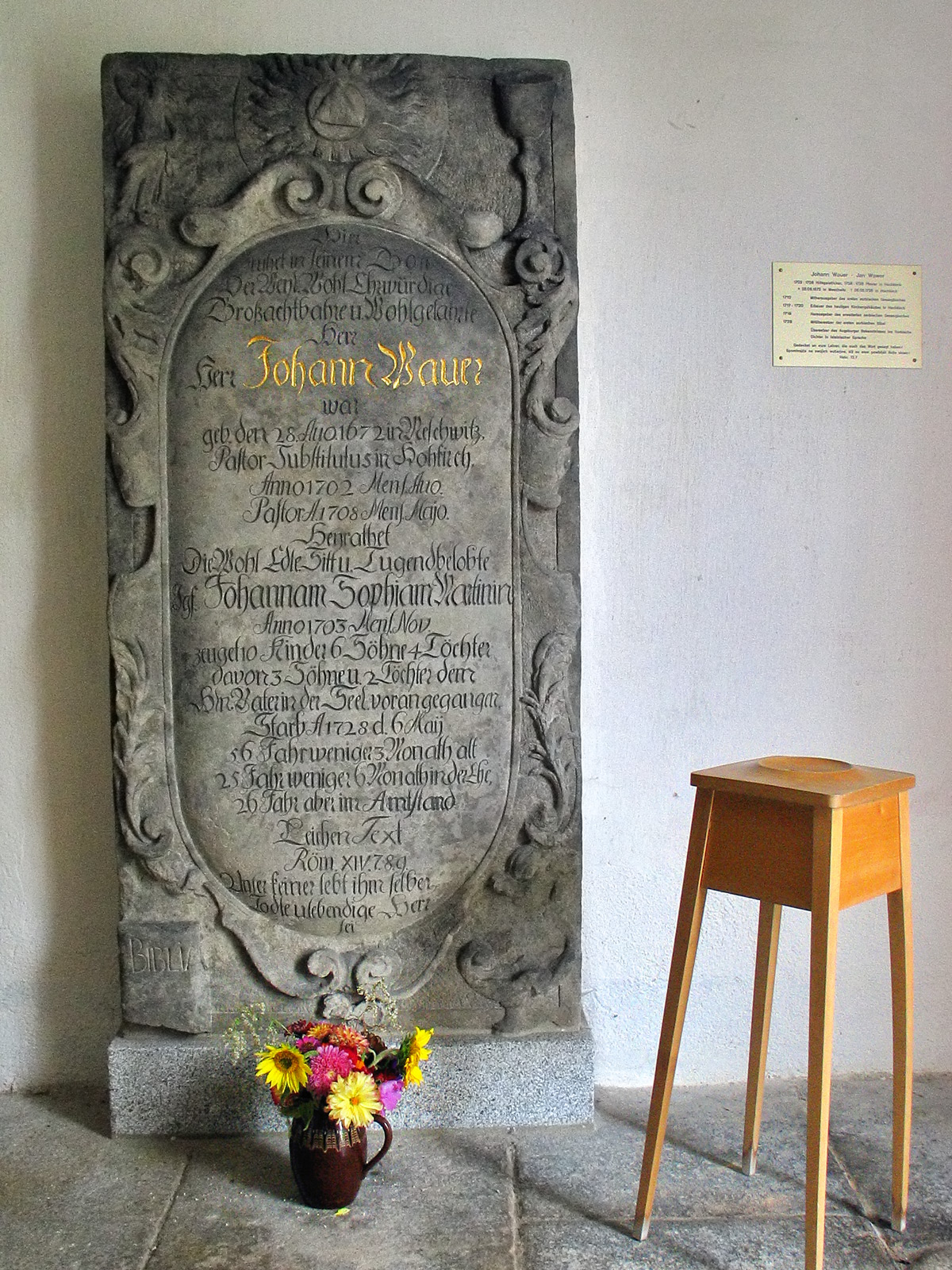
Grabplatte des Pfarrers Johann Wauer

- In Meschwitz wurde 1672 der spätere Hochkircher Pfarrer und Mitübersetzer der Bibel in die sorbische Sprache Johann Wauer (sorbisch Jan Wawer) geboren. Wauer ließ auch die heutige Hochkircher Kirche erbauen und gab ein sorbisches Gesangbuch heraus. 1728 starb er in Hochkirch. Sein Epitaph befindet sich heute im Eingangsbereich der Hochkircher Kirche.